# Georges Clemenceau
Georges Benjamin Clemenceau (ur. 28 września 1841 w Mouilleron-en-Pareds, zm. 24 listopada 1929 w Paryżu) – francuski pisarz, lekarz i polityk.

## Życiorys
Karierę polityczną rozpoczął w okresie Komuny Paryskiej. Następnie był deputowanym do parlamentu III Republiki z partii radykalnej. Zasłynął jako znakomity mówca z ciętym dowcipem. Dzięki temu zyskał opinię mistrza w obalaniu kolejnych rządów. Jego kariera załamała się po tzw. aferze panamskiej w 1889, gdy wyszły na jaw jego związki z Towarzystwem Budowy Kanału Panamskiego, które zbankrutowało, narażając na straty około pół miliona drobnych akcjonariuszy.
Powrócił do polityki w trakcie sprawy Dreyfusa, stając się jednym z czołowych zwolenników rewizji procesu, choć samego oskarżonego nie znał i zobaczył go po raz pierwszy dopiero podczas rozprawy apelacyjnej. Od 1902 senator, a następnie minister spraw wewnętrznych i premier Francji w latach 1906–1909. Zaprzysięgły wróg Niemiec. W 1907 doprowadził do trójporozumienia Rosji, Wielkiej Brytanii oraz Francji. W latach 1917–1920 ponownie był premierem (w momencie, gdy bunty w armii groziły porażką w I wojnie światowej) i doprowadził Francję do zwycięstwa. Po zakończeniu wojny był współtwórcą traktatu wersalskiego. Zajmował pozytywne stanowisko wobec polskich postulatów. Był też zwolennikiem interwencji w bolszewickiej Rosji.
Jego upór w utrzymaniu francuskiego zwierzchnictwa nad terytorium Syrii był kluczowy dla ostatecznego podziału terytoriów na Bliskim Wschodzie po I wojnie światowej. W trakcie rozmów pokojowych Brytyjczycy, którzy pierwotnie chcieli tylko Mosulu, z czasem upomnieli się również o oazę w Palmyrze, która miała kluczowe znaczenie w transporcie ropy naftowej. Clemenceau postawił się tym żądaniom, co doprowadziło do jego sporu z brytyjskim premierem Lloydem George'em.
Po porażce w wyborach prezydenckich w 1920 roku wycofał się z polityki. Bezwzględność w realizowaniu planów politycznych i brutalność wobec przeciwników zyskały mu przydomek: „Tygrys”.
Był przyjacielem malarzy impresjonistów (m.in. Claude’a Moneta). Jego siostra Zofia (zm. 1923) była żoną Polaka z Galicji, Ferdynanda Bryndzy, paryskiego korespondenta wiedeńskiego dziennika „Neues Wiener Tagblatt”.
W 1921 został odznaczony Krzyżem Walecznych (trzykrotnie), a w 1922 – Orderem Orła Białego.

## Upamiętnienie
Jego nazwisko nosił lotniskowiec „Clemenceau” (typu Clemenceau) – w służbie od 1961 do 1997.
Nieopodal Sejmu RP oraz Ambasady Francji, u zbiegu ulic Jana Matejki i Al. Ujazdowskich znajduje się skwer z odsłoniętym w maju 2022 roku popiersiem Georges’a Clemenceau.